# Немково (Торопецкий район)
Немково — деревня в Торопецком районе Тверской области России. Входит в состав Скворцовского сельского поселения.

## История

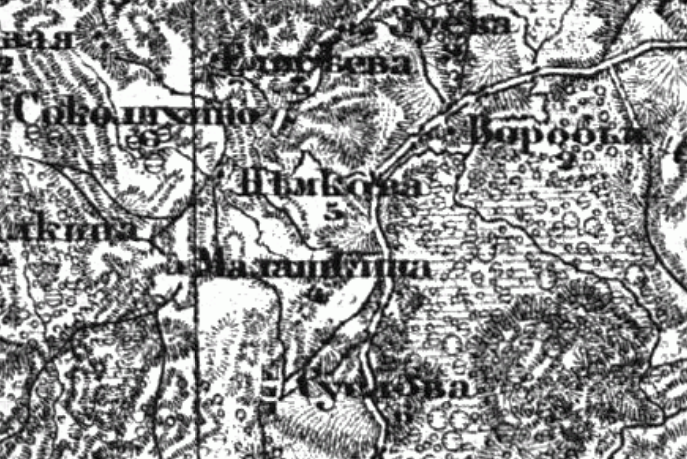
Деревня и окрестности на карте 1861 года

Деревня впервые упоминается под названием Немкова (рус. дореф. Нѣмkова) на топографической карте Фёдора Шуберта 1861—1901 годов. Южнее находилась деревня Малашково. Имела 5 дворов.
В списке населённых мест Псковской губернии за 1885 год значится деревня Немково (№ 13443). Располагалась при колодце в 30 верстах от уездного города. Входила в состав Плотиченской волости Торопецкого уезда. Имела 4 двора и 42 жителя.
На карте РККА 1923—1941 годов обозначена деревня Немково. Имела 11 дворов.
До 2005 года деревня входила в состав ныне упразднённого Пятницкого сельского округа. С 2005 года деревня входит в состав Скворцовского сельского поселения.

## География
Деревня расположена на юго-западе  района недалеко от административных границ с Куньинским районом и с Псковской областью;  расстояние до Торопца составляет 32 километра. Ближайшие населенные пункты — деревни Соколихино и Зуево расположены на востоке.
Климат
Деревня, как и весь район, относится к умеренному поясу северного полушария и находится в области переходного климата от океанического к материковому. Лето с температурным режимом +15…+20 °С (днём +20…+25 °С), зима умеренно-морозная −10…−15 °С; при вторжении арктических воздушных масс до −30…−40 °С.
Среднегодовая скорость ветра 3,5—4,2 метра в секунду.
Часовой поясДеревня Немково, как и вся Тверская область находится в часовой зоне МСК (московское время). Смещение применяемого времени относительно UTC составляет +3:00.

## Население
| 2010 |
| ---- |
| 0    |

Национальный состав
Согласно результатам переписи 2002 года, в национальной структуре населения русские составляли 100 % от общей численности населения в 6 человек.

## Транспорт
Деревня стоит на автодороге межмуниципального значения 28Н-1821 «Воробьи — Мишино», по просёлочным дорогам доступны деревни Суслово и Власово.